# BSおはよう列島
『BSおはよう列島』（ビーエスおはようれっとう）は、1995年4月3日から1996年3月29日までNHK BS2で放送されていた情報番組である。
本項では『ふるさと旅列車』（1996年4月7日  - 1997年3月30日）についても説明。　

## 概要
当初は月曜日から木曜日はスタジオから地域情報、金曜日は『BSおはよう列島 ふるさと旅列車』として著名人が各放送局のアナウンサーと同行し、列車で故郷を巡る内容であったが、1996年3月から総集編を放送し、3月29日に番組は終了。4月からは『ふるさと旅列車』が独立番組になった。　

## 放送時間
- BSおはよう列島・BSおはよう列島 ふるさと旅列車
  - 月曜日 - 金曜日 8:30 - 8:50
- ふるさと旅列車
  - 日曜日 8:30 - 8:50

## 出演者
- BSおはよう列島
  - 田中浩史